# Ctenus paubrasil
Ctenus paubrasil là một loài nhện trong họ Ctenidae.
Loài này thuộc chi Ctenus. Ctenus paubrasil được miêu tả năm 2007 bởi Antonio D. Brescovit & Simó.